# Ole Martin Årst
Ole Martin Årst (Bergen, 19 juli 1974) is een Noors voormalig voetballer die onder meer bij KAA Gent, RSC Anderlecht en Standard Luik speelde. Hij beëindigde zijn carrière in 2013 bij Tromsø IL.

## Loopbaan
Årst, een aanvaller, maakte voor IF Skarp in 1994 zijn debuut in de Tweede Klasse van Noorwegen. In 1995 maakte hij de overstap naar Tromsø IL, een Noorse club uit de Eerste Klasse. Aanvankelijk speelde hij daar nauwelijks maar al gauw werd hij een vaste waarde. In 1996 won hij de Noorse beker.
Årst speelde tijdens zijn eerste seizoen in België achttien wedstrijden. Uiteindelijk bleef hij twee seizoenen bij RSC Anderlecht en in 1999 mocht hij naar KAA Gent vertrekken. Achteraf gezien geen slimme keuze van paars-wit want Årst werd bij Gent topschutter van de Belgische competitie.
Het leverde hem een transfer naar Standard Luik op, waar hij drie seizoenen verbleef alvorens terug te keren naar Noorwegen. Daar kwam Aarst opnieuw terecht bij Tromsø IL, de club uit zijn geboortestad. In 2005 werd hij topschutter in Noorwegen. Daar werd hij topscorer aller tijden met 51 goals.

### IK Start
Op 9 juli 2007 werd hij getransfereerd naar IK Start. Start degradeerde dat seizoen, maar toen de ploeg een jaar later weer naar de eerste klasse kwam, mocht Årst in geen enkele wedstrijd meer aantreden door een ernstige blessure. Diezelfde blessure zorgde ervoor dat hij in het seizoen 2008-2009 maar in twee wedstrijden kon aantreden. In het seizoen Tippeligaen 2011 kwam Årst regelmatig het veld op, hij was zelfs op weg met 16 goals topscoorder te worden maar werd de laatste speeldag onverwachts voorbijgestoken. Zijn effectieve spel bleef niet onopgemerkt en Årst ondertekende een eenjarig contract met Tromsø IL voor het seizoen 2012.

## Erelijst
KAA Gent
- Topscorer Eerste klasse

2000 (30 goals)
 Tromsø IL
- Beker van Noorwegen

1996
- Topscorer Tippeligaen

2005 (16 goals)
- Kniksenprijs voor beste aanvaller

2005